# Aneta, Novohrad-Volînskîi
Aneta (în ucraineană Анета) este un sat în comuna Pîlîpovîci din raionul Novohrad-Volînskîi, regiunea Jîtomîr, Ucraina.

## Demografie
Componența lingvistică a localității Aneta
     Ucraineană (98,14%)
     Rusă (1,86%)
Conform recensământului din 2001, majoritatea populației localității Aneta era vorbitoare de ucraineană (98,14%), existând în minoritate și vorbitori de rusă (1,86%).